# Landrecht pruski
Landrecht pruski (ALR/PPK) („pruskie prawo krajowe”, oficjalnie „Powszechne prawo krajowe dla państw królewsko-pruskich”, Allgemeines Landrecht für die Königlich Preussischen Staaten) – powszechny kodeks obowiązujący w Prusach od 1 czerwca 1794 do 1900.

## Ogólna charakterystyka kodeksu
Prace nad Landrechtem trwały od 1780 pod kierunkiem kanclerza J. von Carmera i C. Svareza. Celem ich było stworzenie uniwersalnego zbioru całego prawa materialnego obowiązującego w Prusach i uporządkowanie w ten sposób całego prawa pruskiego. Landrecht obejmował zatem prawo cywilne, prawo karne, prawo państwowe, prawo administracyjne, a także lenne i kościelne. W efekcie liczył 19 187 artykułów (w tym ok. 15 tys. paragrafów obejmujących prawo prywatne). Objętość Landrechtu wynikała tak z przyjętej metody kazuistycznego uregulowania wszelkich możliwych rozwiązań, co miało zapobiec uczonym sporom oraz wątpliwościom orzecznictwa sądowego, a także skłonności monarchii absolutnej do ścisłej reglamentacji życia swych obywateli. Landrecht nie spełnił pokładanych w nim nadziei i nie ujednolicił pruskiego systemu prawnego. W stosunku do praw partykularnych obowiązujących w Prusach miał bowiem tylko charakter posiłkowy.

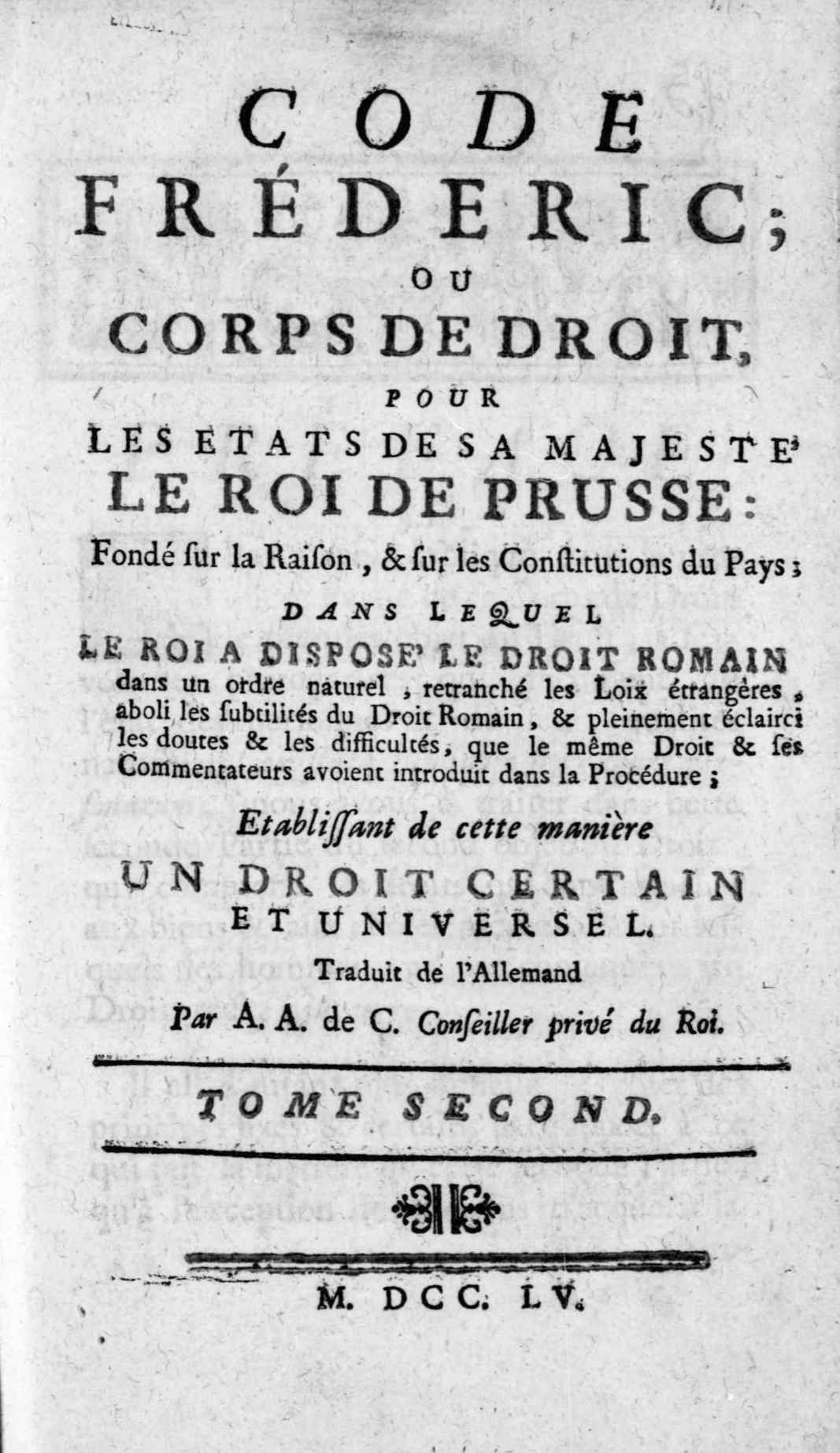
Samuel von Cocceji, Project des Corporis Juris Fridericiani, 1752

Systematykę kodeksu oparto na prawnonaturalnych koncepcjach S. Pufendorfa, rozwiniętych przez Thomasiusa i Ch. Wolffa. Landrecht dzielił się na dwie części. Pierwsza z nich obejmowała prawa indywidualne odnoszące się do jednostki, natomiast druga regulowała prawa i obowiązki jednostki w różnych społecznościach. Taka systematyka, choć nowatorska, jednak utrudniała sprawne posługiwanie się tym aktem prawnym. Poza tym Landrecht charakteryzowała słaba przejrzystość przepisów oraz nadmierna kazuistyka, co w oczywisty sposób powodowało trudności w praktyce orzeczniczej.
Landrecht stanowił mieszankę regulacji feudalnych z nowymi – prawnonaturalnymi. Nowe elementy to głównie nieograniczone władztwo nad rzeczą i swoboda umów. Jednakże w Landrechcie utrzymano wiele instytucji prawa feudalnego, jak choćby lenno i uprzywilejowane traktowanie stanu szlacheckiego przez prawo karne. Również przepisy prawa małżeńskiego miały w dużej mierze charakter feudalny (zakaz małżeństw między szlachtą a chłopstwem, konieczność zgody ojca na małżeństwo niepełnoletniego syna z pełnoletnią kobietą). Również w prawie karnym ostały się przeżytki feudalne, bowiem Landrecht utrzymywał nadal kary cielesne.
Dzieło realizowało niektóre postulaty stawiane nowoczesnym kodeksom – napisane było czystą niemczyzną, ale stosowana terminologia była zawiła, stanowiąc dopiero pierwszy krok w kierunku tworzenia rodzimego języka prawniczego; postulat zupełności kodeksu realizowany rozbudowaną kazuistyką, stał się dla niego rozwiązaniem zgubnym; dominacja wykładni autentycznej przyczyniła się do słabego rozwoju późniejszego orzecznictwa i nauki prawa.
Landrecht pruski stopniowo zastępowany był nowszymi regulacjami, w szczególności kodeksem karnym z 1851, a ostatnie przepisy prawa cywilnego utrzymały się do wejścia w życie BGB w 1900 r.

## Pozycja kobiet i mężczyzn
Landrecht pruski sankcjonował patriarchalny model relacji społecznych, czyli oficjalnie podporządkowywał kobiety mężczyznom. Kobieta, która wchodziła w związek małżeński, przechodziła z władzy ojca pod władzę męża. Odzwierciedleniem tej zmiany była obligatoryjna zmiana nazwiska kobiety na nazwisko męża. Mężowi przyznano prawo do podejmowania decyzji w imieniu swoim i żony, przy czym poczyniono założenie, że interesy małżonków nie bywają rozbieżne: Mąż jest głową towarzystwa małżeńskiego, i głos jego stanowczym w interesach wspólnych. Majątek po ślubie stawał się wspólny, jednak tylko mężczyzna miał prawo do zarządzania nim. Mężczyzna był zobowiązany do „stosownego” utrzymywania żony. Podobnie mąż mógł reprezentować w sądzie żonę, która jako kobieta nie miała prawa reprezentować samej siebie w sądzie. Kobieta była pozbawiona władzy nad dziećmi na rzecz ich ojca.

## Rozwiązania szczegółowe

### Prawo karne
- Jako pierwsza kodyfikacja szeroko zarysował granicę nieumyślności.
- Obrona konieczna traktowana subsydiarnie – można ją było zastosować, o ile nie dało się uciec albo powiadomić władz.
- Definiował stan wyższej konieczności jako przymus nie do odparcia.
- Przyjmował zasadę akcesoryjności – zależności odpowiedzialności podżegacza i pomocnika od odpowiedzialności sprawcy głównego.
- Występowała w nim prewencja ogólna i oparta na niej teoria odstraszania potencjalnych przestępców od popełnienia przestępstwa.
- Kara była bezwzględnie określona (około 60 przestępstw było zagrożonych wyłącznie karą śmierci).
- Przewidywał kwalifikowaną karę śmierci.
- Przewidywał środki zabezpieczające.
- Zastosowano w nim tradycyjny podział przestępstw na publiczne i prywatne,
- Przyjmował zasadę „nullum crimen sine lege”.

### Prawo cywilne
- Wyodrębniał spółki: otwarte (cywilne), komandytowe (ciche oraz anonimowe),
- Dziedziczenie umowne (przewidywał trojakiego rodzaju umowy, tj. małżeńskie o zrzeczenie się spadku, między rodzicami i dziećmi w przedmiocie zaspokojenia roszczeń spadkowych).
- Dziedziczenie ustawowe [rozróżniał spadkobranie zwyczajne i nadzwyczajne].
- Dziedziczenie testamentowe [przewidywał swobodę wskazania spadkobiercy, obejmując dowolną liczbę osób; testament mógł zawierać zapisy (legaty), dające legatariuszowi roszczenia prawne wobec spadkobiercy],
- Posiadanie jest zdefiniowane na wzór rzymski jako faktyczne władztwo nad rzeczą z równoznaczną wolą osoby nią władającej, zatrzymanie jej jako własnej.
- Dopuszczał adopcje na podstawie umowy pisemnej zatwierdzonej przez władze państwowe (adoptujący musiał mieć 50 lat, być bezdzietnym mężczyzną).
- Źródłami zobowiązań były czynności prawne i ustawa.